# Constitution roumaine de 1991
Lire en ligne

Consulter

La Constitution de la Roumanie de 1991 est la norme fondamentale qui établit la structure du gouvernement, les droits et les devoirs des citoyens et le mode de création législative en Roumanie. Elle est fondée sur le principe de légitimité du gouvernement roumain. Elle remplace la Constitution roumaine de 1965.
La Constitution a été révisée par un référendum national le 18 octobre 2003. La nouvelle Constitution, qui est entrée en vigueur le 29 octobre 2003, conserve la structure de la Constitution de 1991 mais y opère d'importantes révisions.

## Structure
La Constitution de 1991, révisée en 2003, comporte 156 articles séparés en huit titres :
- Titre I : Principe généraux
- Titre II : Les droits, les libertés et les devoirs fondamentaux
  - Chapitre I : Dispositions communes
  - Chapitre II : Les droits fondamentaux et les libertés fondamentales
  - Chapitre III : Les devoirs fondamentaux
  - Chapitre IV : L'Avocat du Peuple
- Titre III : Les autorités publiques
  - Chapitre I : Le Parlement
  - Chapitre II : Le président de la Roumanie
  - Chapitre III : Le Gouvernement
  - Chapitre IV : Les rapports entre le Parlement et le Gouvernement
  - Chapitre V : L'administration publique
  - Chapitre VI : L'autorité publique
- Titre IV : L'Économie et les finances publiques
- Titre V : La Cour Constitutionnelle
- Titre VI : La révision de la Constitution
- Titre VII : Dispositions finales et transitoires

## Histoire
Le Regulamentul Organic, voté par les Assemblées de Moldavie et de Valachie sous l'occupation russe en 1831-1832, est la première loi organique qui ressemble à une constitution des Principautés danubiennes. Elle est restée en place jusqu'en 1858, lorsque la Guerre de Crimée a éloigné les deux pays de l'influence russe et qui a été confirmé par les puissances européennes dans le Traité de Paris; la Convention de Paris de 1858 laisse en place les textes gouvernementaux qui ont suivi l'élection d'Alexandre John Cuza en tant que Domnitor des pays unis (1859), mais a été remplacée par la loi organique de Cuza, le Statutul dezvoltător al Convenției de la Paris en 1864.
La première Constitution des Principautés unies de Moldavie et de Valachie est adoptée le 1er juillet 1866. Après l'extension du territoire national en 1918, une nouvelle Constitution est adoptée le 29 mars 1923. Elle est abrogée le 27 février 1938 par le roi Carol II, lorsque le peuple Roumain en adopte par referendum une nouvelle le 24 février, qui est suspendue en 1940 à long terme, par décret royal. Une loi constitutionnelle provisoire qui fait copier deux chapitres de l'abrogée Constitution de 1923, est adoptée par le roi Michel après la chute de Ion Antonescu en 1944 et abrogée plus tard par le Parlement le 30 décembre 1947.
Une nouvelle Constitution de la Roumanie communiste s'inspirant du modèle soviétique est adoptée en 1948, avec des modifications importantes en 1952 et 1965. Le régime communiste s'effondre en 1989 et une nouvelle Constitution est adoptée en 1991.

## Constitution de 1991
La Constitution roumaine de 1991 opère un retour à un système démocratique après la chute du régime communiste. Elle a été rédigée par un comité de parlementaires et de constitutionnalistes; adoptée par le Parlement, siégeant en Assemblée constituante, par 414 voix contre 95 le 21 novembre 1991, publiée au Monitorul Oficial le même jour, et approuvée par référendum le 8 décembre 1991 avec 77,3 % des voix. La Constitution de 1991 comporte sept titres et 152 articles. La Roumanie y est définie comme un « État national, souverain, indépendant, unitaire et indivisible ». Le gouvernement prend la forme d'une république, le président dispose d'un mandat de quatre ans. Il représente l'État roumain dans les relations intérieures et internationales, veille à l'application de la Constitution et des institutions étatiques, et il est garant de l'indépendance, de l'unité et de l'intégrité nationale. Le Parlement est « l'organe représentatif suprême du Peuple roumain et l'unique autorité législative »; il est bicaméral (composé de la Chambre des députés et du Sénat) et élu tous les quatre ans. Le premier ministre est nommé par le président après que le Parlement a validé la composition et le programme du Gouvernement. Le Parlement peut démettre le gouvernement par le vote d'une motion de censure. La Constitution garantit des droits civils fondamentaux et des libertés, et crée le rôle d'Avocat du Peuple pour veiller à leur respect.

## Révision de 2003
La Constitution de 1991 a été révisée en 2003, sans apporter de changements importants au système politique. Des articles ont été insérés à propos de l'« intégration dans l'Union européenne et dans l'OTAN », faisant passer le nombre d'articles à 156 et celui de titres à 8. Ces adhésions ne pourront se faire que par un vote au Parlement. Les citoyens de l'Union européenne vivant en Roumanie peuvent voter et participer aux élections locales. La nouvelle Constitution garantit aux minorités le droit d'utiliser leur langue natale lorsqu'elles sont en contact avec leur administration locale et avec les cours et tribunaux, augmente les prérogatives législatives des chambres, restreint l'immunité parlementaire aux déclarations politiques et fait passer le mandat présidentiel à cinq ans. La version révisée a été adoptée par référendum le 18 octobre 2003 avec 91,1 % des suffrages exprimés pour une participation de 55,7 %. Elle est entrée en vigueur dix jours plus tard.